# Moïse Cordovero
Rabbi Moïse Cordovero (Moshé ben Yaakov Cordovero), né dans un lieu inconnu en 1522, et mort le 27 juin 1570 (23 Tammouz 5330), à Safed, actuellement en Israël, connu aussi par le surnom de Ramaq (acronyme de Rabbi Moshe Qordovero) est un rabbin et philosophe, l’un des plus grands kabbalistes du judaïsme.

## Biographie
Son lieu de naissance est inconnu, mais sa famille était, à n’en pas douter, établie à Cordoue, avant l’expulsion des Juifs d’Espagne en 1492. Il s’établit et mourut dans la ville Safed, en terre d'Israël, qui devient bientôt, et notamment par son impulsion, un centre réputé de la Kabbale.
Le Ramaq est réputé pour sa prodigieuse érudition, tant dans le Talmud que dans la philosophie, et ce dès son plus jeune âge. En 1538, à 16 ans, il est l’un des rabbins qui reçoivent leur semikha (ordination) de Rabbi Jacob Berab, les autres étant Joseph Karo, futur auteur du Choulhan Aroukh et maître du Ramaq en Halakha, Moïse de Trani, Joseph Sagis et Moïse Alhish. Il est le benjamin de ces sages, qui jouissent tous alors d’un plus grand renom que lui.
La tradition veut qu’en 1542, âgé de 20 ans, une “voix céleste” engage le Ramaq à étudier la Kabbale aux côtés de son beau-frère, Salomon Alkabetz, rabbin, mystique et poète, auteur, entre autres, du Lekha Dodi. Moshe Cordovero est donc initié aux arcanes du Zohar, et le maîtrise bientôt complètement, mais il y déplore un manque de structure et de précision dans les enseignements. 
Il s’attelle alors à la rédaction de deux ouvrages qui feront sa célébrité : Or Yakar et Pardes Rimonim, achevé en 1548.
Vers 1550, Moïse Cordovero fonde une académie d’études kabbalistiques à Safed, qu’il dirige pendant 20 ans et jusqu’à sa mort. Isaac Louria se considère son disciple mais n'arrive à Safed que le jour de sa mort. Parmi les grands kabbalistes, ses disciples, se trouvent Haim Vital, qui répand plus tard les enseignements de la Kabbale lourianique, et Eliyahou di Vidas, auteur du Reshit Hokhma. 
Selon la tradition, il reçoit également de fréquentes visites du prophète Élie.
Représentant la tendance intellectualiste et spéculative de la Kabbale, Cordovero ne reste pas moins un mystique, pratiquant les expériences extatiques et prophétiques, marqué en particulier par l’influence d’Abraham Aboulafia.

## Ses ouvrages
L’ouvrage le plus célèbre de Cordovero, le Pardés Rimonim (Le Verger des grenadiers) est à la fois une présentation pédagogique de la Kabbale et un essai pour résoudre les contradictions entre les grands maîtres de la Kabbale.
Or Yaqar (La lumière précieuse), son commentaires sur le Sefer HaZohar constitue une synthèse monumentale de l'enseignement de la Kabbale.
Cordovero expose la signification éthique de la doctrine des sefirot dans un petit traité, intitulé Tomer Débora (Le Palmier de Deborah), également célèbre dans la littérature juive.
C’est dans ses ouvrages que les écoles rabbiniques, de plus en plus nombreuses, qui s’ouvrent à la Kabbale au XVIe siècle, trouvent les bases de leur enseignement. L’influence de Cordovero est considérable, notamment sur son disciple Isaac Louria et sur Spinoza, ainsi que sur le mouvement hassidique.

## Son enseignement
La pensée de Cordovero se distingue par la recherche explicite de l'intelligibilité des sources littéraires et des motifs de la Kabbale. Il mêle la méthode discursive utilisée dans l'étude du Talmud aux méthodes kabbalistiques.
Dieu est la cause première, un être nécessaire, essentiellement différent de tout autre être, selon Cordovero. En cela, il s’accorde avec la théologie négative de la philosophie juive médiévale. Il soutient, comme Maïmonide, qu’aucun attribut positif ne peut être appliqué à Dieu. Cordovero inscrit, en cela, l'enseignement de la Kabbale dans la tradition rabbinique, talmudique et maïmonidienne. Toutefois il y a une différence fondamentale entre la Kabbale et la philosophie aristotélicienne à laquelle se réfèrent les maîtres de l’école maïmonidienne, selon Cordovero : une différence qui tient à « la manière de penser le problème du rapport entre Dieu et le monde ». Ce lien, impossible pour les philosophes aristotéliciens, devient possible pour les kabbalistes, grâce à la structure des émanations (c’est-à-dire des sefirot émanées de Dieu).
Cordovero tente d’unifier le concept de Dieu en tant qu’Être transcendant, propre à la philosophie juive, et le concept de Dieu en tant que personne, propre à la Kabbale. Le problème fondamental de sa pensée tient à la relation entre le En Sof (la transcendance divine) et les sefirot (les émanations divines) : se confondent-elles avec la substance même de Dieu ? Ou sont-elles seulement des kelim (des instruments) ?
Cordovero établit une sorte de compromis : les sefirot sont comme « des outils avec lesquels Dieu accomplit ses activités dans le monde, et comme des vases contenant la substance divine, qui les imprègne et leur donne vie, de même que l’âme donne vie au corps », note Gershom Scholem.
Cordovero fait ainsi la distinction entre la transcendance divine, inaccessible et inconnaissable, et la lumière émanée du divin qui se diffuse à travers les sefirot. Cette émanation divine n’est pas nécessaire à l’existence du monde, elle n’est suscitée que par la volonté spontanée de Dieu, selon Cordovero.
La volonté divine joue un rôle essentiel dans le système de Cordovero. Toutefois, la même question se pose, note Scholem : « Quelle relation y a-t-il entre Dieu et sa Volonté ? » La réponse de Cordovero est dialectique : en soi, la volonté divine est une émanation, mais elle dérive de Dieu par une succession d’actes volontaires qui s’approchent de sa substance même, comme dans une asymptote.
Le processus d’émation des séfirot implique un mouvement dialectique, paradoxal et déroutant. Afin de se manifester, Dieu doit se cacher, pour Cordovero. Cette dissimulation conditionne l’existence des sefirot. « La manifestation engendre la dissimulation et la dissimulation engendre la manifestation». Ainsi, « Dieu se révèle par ce qui le cache et se cache dans ce qui le révèle ».
Ce processus forme comme un flux circulaire, selon un mouvement descendant, puis ascendant, pour Cordovero. Les pensées les plus élevées, accueillies dans la première séfirah (Keter, l’inconnu créateur) et dans la seconde (Hokhmah, la sagesse), ces pensées trop élevées pour être humainement intelligibles, s’abolissent pour descendre dans la troisième séfirah (Binah, l’intelligence) d’où résulte le jugement, dans une dynamique toujours descendante, jusqu’à la dixième séfirah. Cependant se crée un mouvement ascendant, qui remonte vers la première séfirah, vers le premier « vase », en mobilisant tout le système séfirotique.
L’ensemble du monde de l’émanation est structuré par ce double processus, celui de l’or yashar (la lumière directe, descendante), et l’or hozer (la lumière réfléchie, ascendante), selon Cordovero.

## Œuvres
- Or Yakar (Lumière précieuse), un commentaire du Zohar en seize volumes.
- Pardes Rimonim (Champ de grenades). La grenade présente une symbolique particulière dans le Judaïsme : d’abord coriace, elle contient une multitude de grains, chacun procurant un délicieux goût en soi. Cet ouvrage est une systématisation de tous les systèmes de pensée kabbalistique, des origines à l’époque de Moïse Cordovero. Celui-ci tente en outre de concilier les écoles de pensée antérieures avec les enseignements du Zohar, en vue d’en démontrer l’unité essentielle et la base philosophique. 
Il n’hésite pas à affirmer que le Rambam (Maïmonide), le plus grand philosophe du Judaïsme, grand opposant au mysticisme, n’a pu aborder ces enseignements car certaines clés de la Sagesse lui faisaient défaut.
- Tomer Dvora (Le Palmier de Deborah), allusion au palmier sous lequel Déborah rendait la justice, dans lequel Cordovero utilise le concept kabbalistique des Sephiroth afin d’expliquer un système de morale et d’éthique.
- Or Ne’erav, une justification de l’étude de la Kabbale, et une exhortation à le faire.
- Elimah Rabbati, un traité de problèmes kabbalistiques.